# Miroslava Kopicová
Miroslava Kopicová (ur. 3 października 1951 w Kadaňu) – czeska urzędniczka państwowa i działaczka edukacyjna, w latach 2006–2007 i 2009–2010 minister edukacji.

## Życiorys
Absolwentka wydziału filozoficznego Uniwersytetu Karola w Pradze (1975). Odbywała później kursy i staże organizowane m.in. przez Phare oraz OECD. Pracowała w ministerstwie pracy i spraw socjalnych (1978–1986, 1989–1992) oraz w państwowej komisji do spraw nauki i rozwoju technologii (1986–1989). W pierwszej połowie lat 90. kierowała agendami zajmującymi się rynkiem pracy i polityką społeczną. W 1994 została dyrektorem instytucji Národní vzdělávací fond, działającej w branży edukacyjnej.
Od września 2006 do stycznia 2007 pełniła funkcję ministra szkolnictwa, młodzieży i sportu w rządzie Mirka Topolánka. Ponownie sprawowała ten urząd od maja 2009 do lipca 2010 w technicznym gabinecie Jana Fischera.